# Nowa Guja
Nowa Guja (niem. Klein Guja) – wieś w Polsce, w województwie warmińsko-mazurskim, w powiecie węgorzewskim, w gminie Węgorzewo, sołectwo Guja.
W latach 1975–1998 miejscowość należała administracyjnie do województwa suwalskiego.

## Nazwa
28 marca 1949 r. ustalono urzędową polską nazwę miejscowości – Szymanowizna, określając drugi przypadek jako Szymanowizny, a przymiotnik – szymanowski.

## Historia
Wydzielenie majątku Mała Guja, później Szymanowizna (niem. Klein Guja) i folwarku Nowa Guja (niem. Neu Guja) z Gui nastąpiło najprawdopodobniej w XVII wieku. Po II wojnie światowej obydwa wydzielone miejsca występują pod jedną nazwą Nowa Guja.
Pod koniec XVII wieku w Małej Gui mieszkała rodzina Tyszków. W roku 1770 właścicielem Małej Gui był Ludwig Bruno, później Frederika Gotthülfe von Heyking z domu Tyszka. Majątek przez wiele pokoleń dziedziczony był w linii żeńskiej. Od końca XIX wieku przez Schenck von Tautenberg – von Sanden. Przed II wojną światową właścicielem majątku Mała Guja wraz z folwarkiem Nowa Guja o łącznej powierzchni 366 ha był Walter von Sanden-Guja (1888–1972) – ornitolog, pisarz i poeta. (Pierwsza jego książka „Guja – jezioro ptaków” wydana była w 1933 r. w Królewcu). Żona Sandena Edith była rzeźbiarką i malarką.

## Dwór
Dawny majątek ziemski Mała Guja położony jest na południe od jeziora Oświn. Założenie przestrzenne zabudowy dostosowane było do miejsca: od południa zabudowania, w części centralnej dwór i od północy park.
Klasycystyczny dwór wybudowany został w połowie XIX wieku na miejscu i z wykorzystaniem fragmentów wcześniejszej budowli. Parterowy dwór wybudowany został na rzucie prostokąta. Dwór przykryty jest dachem dwuspadowym, na osi elewacji wzdłużnych posiada obustronny ryzalit. Ryzalit od frontu poprzedzony jest pięciobocznym gankiem. Dwór jest własnością prywatną.

## Cmentarze
- Cmentarz wiejski położony jest na zachód od miejscowości przy drodze do Marszałek. Stan zachowania cmentarza zły.
- W pobliżu Nowej Gui znajdują się dwa cmentarze wojenne z Iwojny światowej. Na cmentarzach tych spoczywają żołnierze polegli w dniach 9 i 10 września 1914 r. (odwiedzając cmentarze wojenne z tego okresu na Mazurach należy pamiętać, że spoczywają tam także Polacy, którzy walczyli w armii carskiej bądź pruskiej).
- Cmentarz żołnierzy rosyjskich położony jest na południowy wschód około 300 m od zabudowań gospodarczych. Na niewielkim wzgórzu w zbiorowej mogile spoczywa ponad 500 żołnierzy.
- Cmentarz żołnierzy niemieckich położony jest około 300 m od miejscowości, na skraju lasu, na południe od drogi do Marszałek. Układ grobów na cmentarzu w kształcie litery U. Na krótszym odcinku pochowani są oficerowie. Nagrobki ze sztucznego czerwonego kamienia w kształcie krzyża.